# Claude Vaillancourt (écrivain)
Pour les articles homonymes, voir Claude Vaillancourt et Vaillancourt.
Claude Vaillancourt est un romancier, essayiste et nouvelliste québécois né à Montréal. Il détient un baccalauréat et une maîtrise en Études françaises de l’Université de Montréal. Il a enseigné plusieurs années la littérature au Collège André-Grasset. Depuis 2000, il est membre de l’organisation altermondialiste ATTAC-Québec (Association québécoise pour la Taxation des Transactions financières et pour l'Action Citoyenne) au sein de laquelle il assume les fonctions de président. Il donne régulièrement des conférences pour cette association. Outre la littérature, il s’intéresse à plusieurs formes d’art telles que le cinéma et la musique. Il joue d’ailleurs du saxophone et de la flûte traversière. Depuis 1985, il publie des articles sur divers enjeux sociaux dans des quotidiens et des revues, notamment À bâbord!, dont il fait partie du collectif de rédaction.
Comme la plupart des auteurs, Claude Vaillancourt est venu à l’écriture parce qu’il est un passionné de lecture et qu’il éprouve un grand besoin de mettre ses idées sur papier : « Il me semblait naturel d’écrire mes propres histoires en continuité avec toutes celles que j’avais lues. Je persévère dans l’écriture parce que j’ai sans cesse de nouvelles histoires qui me viennent à l’esprit et de nouvelles idées à développer. […] L’écriture n’est donc jamais difficile pour moi, elle est une forme de libération ».
Ses œuvres de fiction reflètent sa passion pour les diverses formes d’expression artistique qui l’intéressent comme la musique (L'Eunuque à la voix d’or) et le cinéma (Le Conservatoire), ainsi que pour les voyages (Les Onze Fils). Ses romans sont également centrés sur le développement psychologique des personnages. Il aime rendre ceux-ci complexes, paradoxaux et d’une grande justesse. Son roman Les Années de bataille, publié le 17 septembre 2008, raconte l’histoire de sept personnages, quatre femmes et trois hommes, associés à chacun des sept péchés capitaux. Dans ce roman, construit comme un sudoku, les destinées des personnages s’entrecroisent pendant près de vingt-cinq ans.
Claude Vaillancourt est un homme engagé dans la lutte pour la justice sociale, comme en témoignent ses essais et ses articles.
Parmi les auteurs l’ayant le plus influencé, il nomme Voltaire, Fiodor Dostoïevski, Honoré de Balzac, Gustave Flaubert, Charles Baudelaire, Émile Zola, Jean Genet, Jean Cocteau, Hubert Aquin, Michel Garneau, Robertson Davies, Alison Lurie et Michel Tournier. Il voue également une admiration pour les cinéastes Federico Fellini, Michelangelo Antonioni et François Truffaut.

## Publications
Fictions
- Frères insoumis, Éditions Druide, 2021
- Les Sirènes de Zicatela, éditions Québec-Amérique, 2014

- L' Inconnue, roman, éditions Québec Amérique, 2011.
- Les Années de bataille, roman, éditions Québec Amérique, 2008.
- Réversibilité, roman, éditions Triptyque, 2005.
- Les Onze Fils, roman, éditions Triptyque, 2000.
- L'Eunuque à la voix d'or, nouvelles, éditions Triptyque, 1997.
- La Déchirure, roman, éditions de l’Hexagone, 1992.
- Le Conservatoire, roman, éditions de l’Hexagone, 1990 ; réédition éditions Triptyque, 2005.

Essais
- La force de ceux qui n'en ont plus, Somme toute, 2025.
- La fin du néolibéralisme. Regard sur un virage discret, Écosociété, 2023.
- La culture enclavée. Art, argent, marché, Somme toute, 2019.
- L'âge économique, M Éditeur, 2016.
- L'Empire du libre-échange, M Éditeur, 2014.
- Différence et contrôle social. Le syndrome de Procuste, éditions Triptyque, 2013.
- Hollywood et la politique, éditions Écosociété, 2012.
- Mainmise sur les services : privatisation, déréglementation et autres stratagèmes, éditions Écosociété, 2006.
- Le paradoxe de l'écrivain, éditions Triptyque, 2003.

Ouvrages collectifs
- Vingt ans d'altermondialisme au Québec, M Éditeur, 2021 (livre d'ATTAC-Québec, codirigé avec Baptiste Godrie)
- Le libre-échange aujourd'hui. Bilan des accords soutenus par le Canada, M Éditeur, 2019 (coordination de ce livre du Réseau québécois sur l'intégration continentale).
- La dette du Québec : vérités et mensonges, M Éditeur, 2016 (livre d'Attac-Québec, codirigé avec Audrey Laurin-Lamothe et Chantal Santerre).
- L'économie toxique. Spéculation, paradis fiscaux, lobby, obsolescence programmée..., M Éditeur, 2013 (livre du Réseau pour un discours alternatif en économie, coordonné avec Bernard Élie).
- Sortir de l'économie du désastre. Austérités, inégalités, résistances, M Éditeur, 2012 (livre du Réseau pour un discours alternatif en économie, coordonné avec Bernard Élie).

Manuels scolaires
- Anthologie de la littérature québécoise, éditions Beauchemin, 2008 (4e édition, 2023, avec Élisabeth Rousseau) - Récipiendaire du prix de la ministre de l’Éducation, du Loisir et du Sport en 2009.
- Collection « Langue et littérature au collégial », en collaboration avec Michel Trépanier, éditions Études vivantes, 2000.

Conception et écriture de plaquettes pour le collégial
- Après les révolutions : le réalisme et le symbolisme
- De la belle époque à l’entre-deux-guerres : la modernité et le surréalisme
- La guerre et l’après-guerre : l’existentialisme et le théâtre de l’absurde
- Le monde contemporain et le roman français
- Le roman québécois
- Le théâtre québécois
- La poésie québécoise
- L’essai québécois
- La dissertation critique
- Français ensemble 2, éditions Études vivantes, 1997, en collaboration avec Michel Trépanier.
- Français ensemble 3, éditions Études vivantes, 1997, en collaboration avec Michel Trépanier.
- Discours narratif, cours par correspondance, écrit en collaboration avec Odette Dénommée, Direction des cours par correspondance, 1988

## Site officiel
http://claudevaillancourt.net/
Articles dans À bâbord : https://www.ababord.org/+-Vaillancourt-Claude-+
Blogue dans le Journal des Alternatives :
http://journal.alternatives.ca/spip.php?rubrique645